# Pseudagrion tricorne
Pseudagrion tricorne là một loài chuồn chuồn kim trong họ Coenagrionidae.
Pseudagrion tricorne được Pinhey miêu tả khoa học năm 1967.